# Thermes romains de Maximinos
Les thermes romain de Maximinos  est un site archéologique présentant les vestiges des thermes romains de l'ancienne Gallaecia. Ils sont situés dans la freguesia de Braga (pt), sur le territoire de la municipalité de Braga (district de Braga, Portugal),. 
Ils sont classés monument national depuis 1986.

## Historique

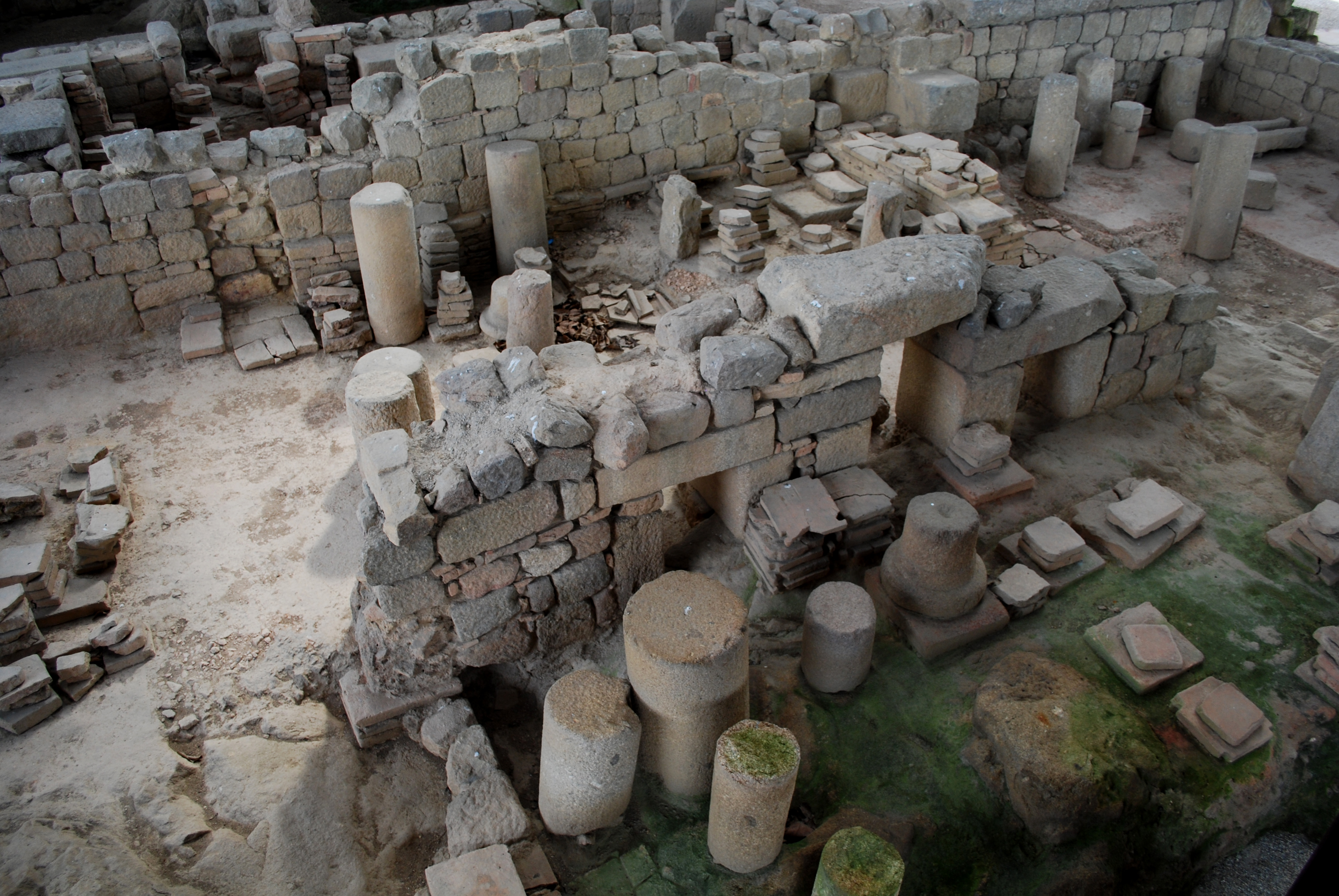
Les colonnes et les compartiments qui soutiennent les chambres des thermes.

En 1977, des fouilles archéologiques sur le site ont mis au jour les ruines d'une station thermale à côté du Forum de l'ancienne ville romaine de Bracara Augusta (capitale provinciale de la Gallaecia), situé, selon la tradition, à l'emplacement actuel de Largo de Paulo Orósio. 
Dans la Rome antique, les thermes publics étaient de vastes structures conçues pour offrir des bains aux résidents comme aux visiteurs, selon les règles prescrites par la médecine de l'époque. Selon celles-ci, le baigneur devait commencer par s'oindre le corps d'huiles et pratiquer quelques exercices de gymnastique, de sport ou de lutte. Il pénétrait ensuite dans une pièce très chauffée, le sudarium, où il transpirait abondamment. Il se rendait ensuite au caldarium, une pièce encore chauffée, où il pouvait se laver et éliminer toute trace d'huile. Après un bref séjour dans le tepidarium, il s'immergeait dans un bassin dont l'eau glacée revigorait son corps, puis était massé et oint d'huiles aromatiques.

## Description
La zone fouillée des eaux thermales occupe environ 850 m2. Ces thermes étaient cependant plus étendus, comme en témoignent la présence de l'hypocauste et du bassin au sud, séparés du reste du bâtiment par un étroit couloir. D'après les pièces retrouvées, ils furent construits à la fin du  Ier siècle(époque flavienne), laissant le témoignage des quatre salles chaudes dont les hypocaustes sont relativement bien conservés. Il n'a pas encore été possible de définir leur circuit interne ni la fonction de certains de leurs compartiments contigus. À la fin du  IVe siècle et au début du siècle suivant, le bâtiment subit d'importantes rénovations et sa superficie était très réduite.

## Galerie

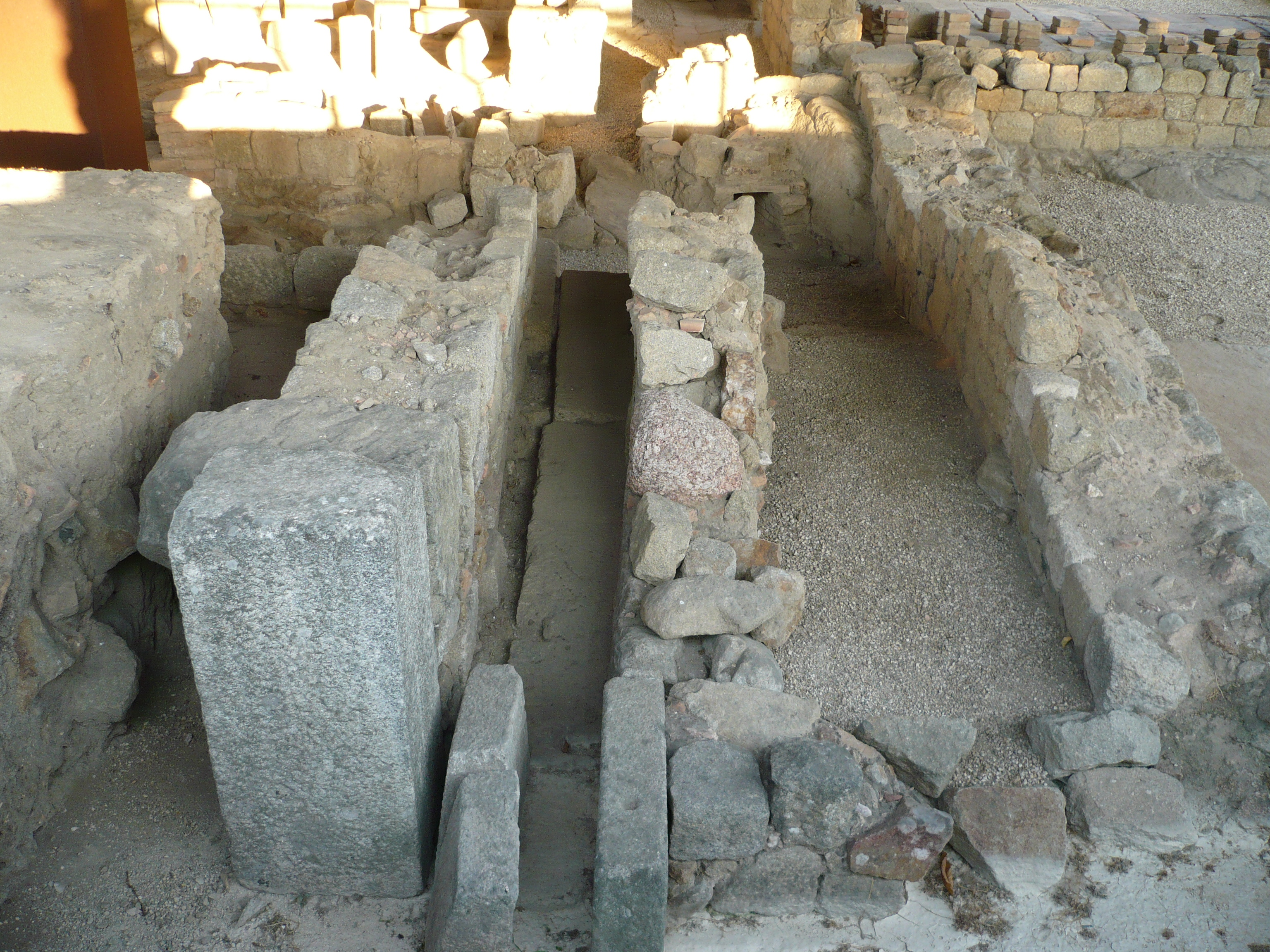
Canaux apportant l'eau aux Thermes.
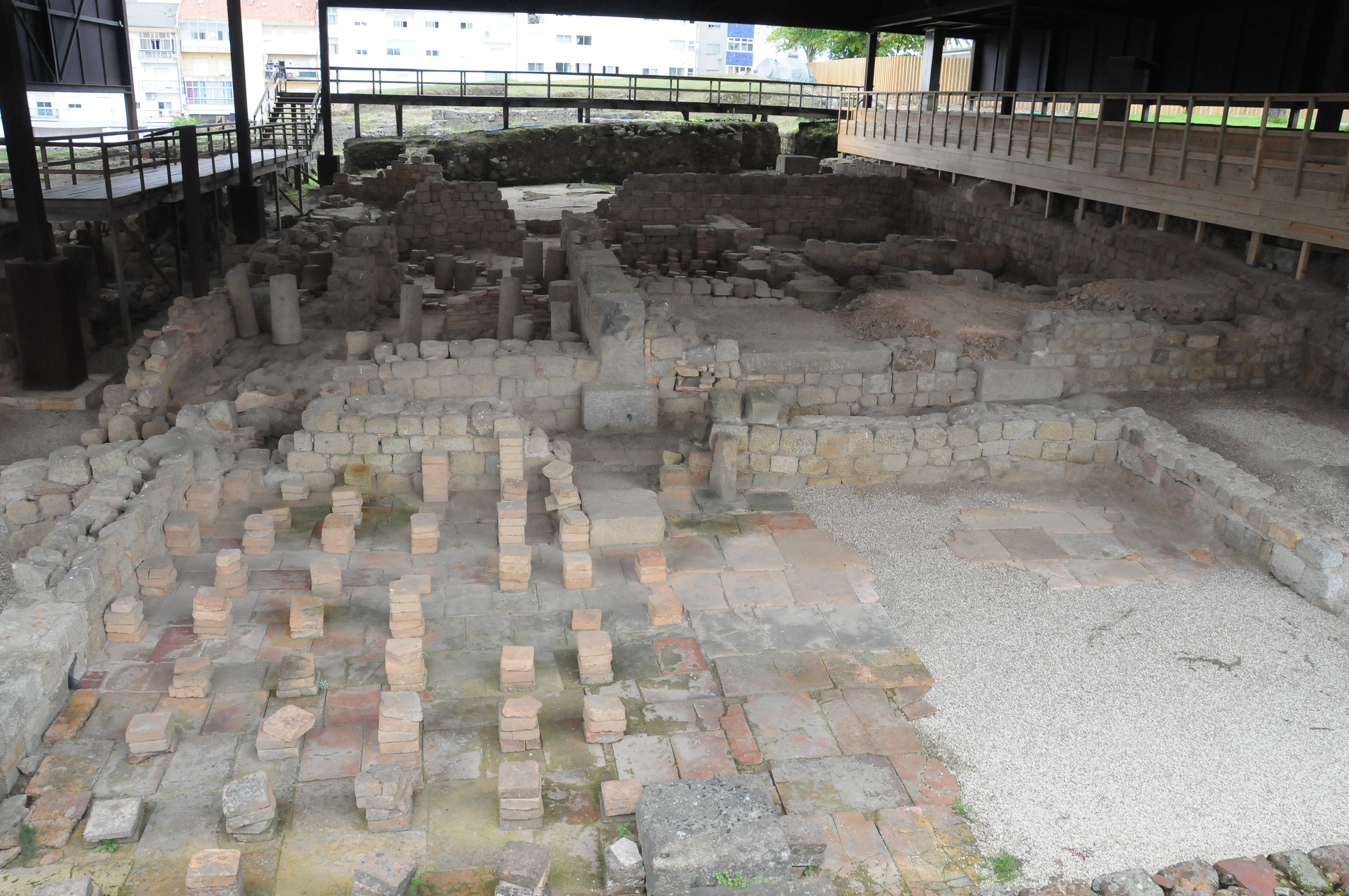